# Élection présidentielle libérienne de 1865
L'élection présidentielle libérienne se déroule en mai 1865. Le président sortant, Daniel Bashiel Warner, est réélu.

## Résultat
Daniel Bashiel Warner, élu président en 1863, et réélu pour un second mandat.